# Брамбек, Луиза
Луиза Брамбек (англ. Louise Brumback, полное имя Louise Upton Brumback; 1867—1929) — американская художница, известная в основном своими пейзажами и морскими сценами.

## Биография
Родилась 17 января 1867 года (по другим данным в 1872 году) в городе Рочестере, штат Нью-Йорк. Её отец — Чарльз Аптон (Charles E. Upton), был банкиром и спекулянтом акциями на бирже. В декабре 1882 года он присвоил крупные суммы из принадлежащего ему банка, чтобы покрыть огромные убытки, которые он понес в результате спекуляции на нефтяных ценах. Осужденный за хищение в 1883 году, он умер в 1886 год. Матерью Луизы была Луиза Аптон (Louise Rackett Upton), автор романа «Castles in the Air» (New York, G. P. Putnam’s Sons, 1879).
В раннем возрасте Луизу и её сестру-близнеца Алису отправили в школу-интернат миссис Сильванус Рид (Mrs. Sylvanus Reed’s School) в Нью-Йорке. Окончив её, девушка поступила в одну из музыкальных консерваторий Нью-Йорка. Сначала Луиза решила заняться музыкой, но вскоре обратила свое внимание на живопись. На её желание стать профессиональной художницей, возможно, повлияли рассказы, которые она слышала о своем двоюродном дяде — Уильяме Пейдже, известном художнике, который занимал пост президента Национальной академии дизайна в начале 1870-х годов.
В 1889 году мать с двумя дочерьми переехали из Нью-Йорка в Канзас-Сити, штат Миссури, где в 1891 году Луиза Аптон вышла замуж за Фрэнка Брамбека (Frank Fullerton Brumback), известного адвоката и писателя из Канзас-Сити. Луиза Брамбек начала формальное обучение живописи с 33 лет, после замужества; посещала школу пленэрной живописи Уильяма Мерритта Чейза, которая проводилась в летние месяцы в Шиннекок-Хиллзе, Лонг-Айленд. Впоследствии короткое время училась в Нью-Йоркской школе искусств (ныне Parsons School of Design) и Пенсильванской академии изящных искусств, но в основном самостоятельно развивала свой личный стиль, внимательно изучая работы других художников как в Нью-Йорке, так и во время путешествий по США.
Умерла 22 февраля 1929 года в Глостере, штат Массачусетс. Была похоронена на кладбище Mount Washington Cemetery города Индепенденс, штат Миссури.

### Личная жизнь
Вышла замуж 11 июня 1891 года. У Луизы и Фрэнка был один ребёнок — Джефферсон Аптон Брамбэк (Jefferson Upton Brumback), который родился в Канзас-Сити 9 июня 1892 года. Служил лейтенантом Воздушной службы армии США, погиб в авиакатастрофе на аэродроме 3 декабря 1918 года в Спрингфилде, штат Огайо. В 1921 году Луиза Брамбек подарила свою картину «Fair and Cooler» Мемориальной картинной галерее (Memorial Art Gallery) в Рочестере в память о своем сыне.
Луиза и её муж были членами состоятельного общества Канзас-Сити. Они проводили вечеринки, участвовали в музыкальных развлечениях и других светских мероприятиях. В 1909 году супруги построили большой дом, спроектированный архитектором Луи Кертиссом, в котором Луиза нарисовала фрески в некоторых комнатах, изображая сцены Глостера. Луиза и Фрэнк много путешествовали, когда муж оставил юридическую практику.

## Деятельность
Будучи энергичным прямым человеком, Луиза Брамбек использовала эти черты характера как человек с активной жизненной позицией. Она стала решительным защитником художников и демократических принципов в мире искусства. В 1922 году она стала президентом нового сообщества — Глостерского общества художников (Gloucester Society of Artists). В 1925 году Брамбек стала членом-учредителем Нью-Йоркского общества женщин-художников (New York Society of Women Artists) и участвовала в его ежегодных выставках до самой своей смерти.
Также участвовала во многих других выставках, как групповых, так и персональных. Она была членом Американской федерации искусств, Национального клуба искусств, Национальной ассоциации женщин-художников, Общества независимых художников и других организаций.
- Некоторые произведения